# Leonardo Sandri

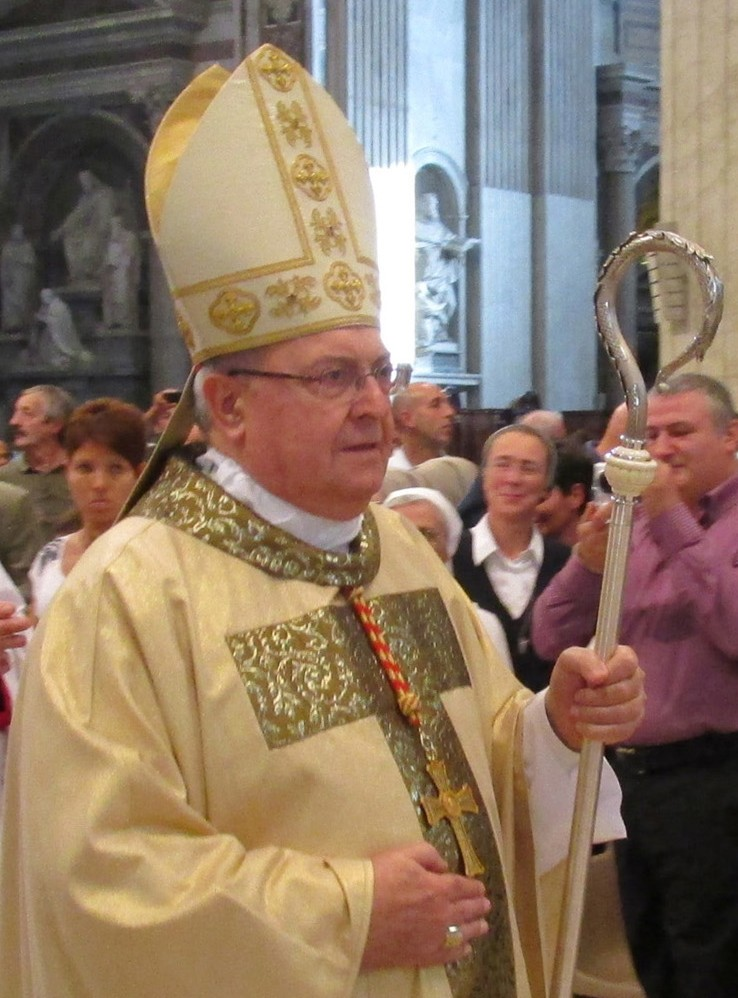
Leonardo Kardinal Sandri (2014)

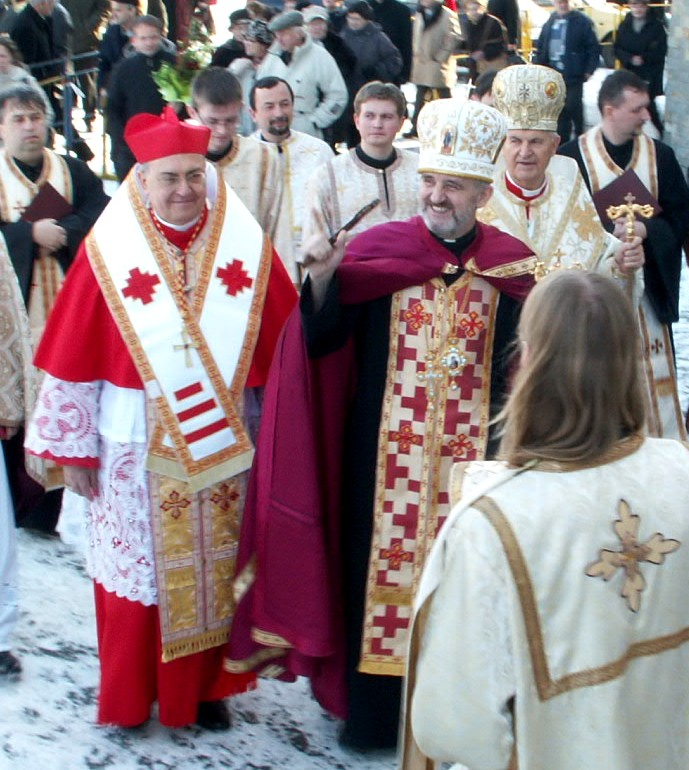
Bischof Peter Rusnák nach seiner Bischofsweihe am 16. Februar 2008 vor der Prešover Sporthalle; links von ihm Kardinal Leonardo Sandri und zu seiner Rechten, Kardinal Jozef Tomko.

Wappen von Leonardo Kardinal Sandri; Wappenspruch: „Er ist treu“, nach (2 Tim 2,13 EU)

Leonardo Kardinal Sandri (* 18. November 1943 in Buenos Aires) ist ein emeritierter argentinischer Kurienkardinal der römisch-katholischen Kirche und seit Januar 2020 Subdekan des Kardinalskollegiums.

## Leben
Nach dem Studium der Katholischen Theologie und Philosophie empfing Leonardo Sandri am 2. Dezember 1967 in Buenos Aires das Sakrament der Priesterweihe. 1974 trat er in den Diplomatischen Dienst des Heiligen Stuhls ein und wirkte zunächst an der Apostolischen Nuntiatur in Madagaskar. Papst Paul VI. verlieh ihm am 29. November 1976 den Ehrentitel Kaplan Seiner Heiligkeit (Monsignore). Von 1977 bis 1989, also auch zur Zeit der argentinischen Militärdiktatur (1976–1983), war Sandri im Staatssekretariat tätig. Papst Johannes Paul II. verlieh ihm am 15. Juni 1989 den Titel Päpstlicher Ehrenprälat. Im selben Jahr wurde er als Mitarbeiter an die Apostolische Nuntiatur in den Vereinigten Staaten von Amerika entsandt.
Am 22. August 1991 wurde Sandri zum Präfekten der Präfektur des Päpstlichen Hauses und am 2. April 1992 zum Assessor der Sektion für Allgemeine Angelegenheiten im Staatssekretariat ernannt.
Am 22. Juli 1997 ernannte ihn Johannes Paul II. zum Titularerzbischof von Aemona und zum Apostolischen Nuntius in Venezuela. Die Bischofsweihe spendete ihm Kardinalstaatssekretär Angelo Sodano am 11. Oktober desselben Jahres; Mitkonsekratoren waren Juan Carlos Kardinal Aramburu, emeritierter Erzbischof von Buenos Aires, und Erzbischof Giovanni Battista Re, Substitut des vatikanischen Staatssekretariates.
Am 1. Mai 2000 wurde er zunächst zum Apostolischen Nuntius in Mexiko ernannt, jedoch bereits am 16. September desselben Jahres als Substitut der Sektion für die Allgemeinen Angelegenheiten in das Vatikanische Staatssekretariat zurückberufen. Im gleichen Jahr erreichte Sandri im Vorfeld der Kardinalserhebung des einflussreichen amerikanischen Erzbischofs Theodore McCarrick über Nuntius Gabriel Montalvo Higuera in Washington eine Beschwerde, die auf unangemessenes Verhalten des später verurteilten und aus dem Kardinalskollegium und Priesterstand ausgestoßenen Missbrauchstäters McCarrick hinwies. Sandri reagierte zunächst nicht auf die Anschuldigungen. Erst sechs Jahre später, kurz vor McCarricks Emeritierung, bedankte er sich bei dem früheren Nuntius für die Information. Beide gehörten ebenso wie zahlreiche weitere Kurienkardinäle und Bischöfe dieser Zeit zu den Empfängern unaufgeforderter und unerklärter Geldgeschenke vonseiten McCarricks. So hatte Sandri 6.500 Dollar von McCarrick geschenkt bekommen, von denen sein Sprecher allerdings später versicherte, dass sie die Entscheidungen des Kardinals in keiner Weise beeinflusst hätten. Aus Sandris Zeit als Stellvertreter Sodanos im Staatssekretariat wird auch ein Konflikt mit seinem Landsmann Jorge Mario Bergoglio kolportiert, dem damaligen Erzbischof von Buenos Aires und späteren Papst Franziskus, da Sandri mehrere von Bergoglio vorgeschlagene Bischofsernennungen in Argentinien blockiert habe.
Nach Bekanntgabe des Todes von Papst Johannes Paul II. am Abend des 2. April 2005 stimmte Sandri für die versammelte Menge auf dem Petersplatz das De Profundis für den Verstorbenen an.
Am 9. Juni 2007 wurde Sandri von Papst Benedikt XVI. zum Präfekten der Kongregation für die orientalischen Kirchen ernannt. Die Ernennung wurde am 1. Juli 2007 wirksam.
Am 24. November 2007 nahm ihn Benedikt XVI. als Kardinaldiakon mit der Titeldiakonie Santi Biagio e Carlo ai Catinari in das Kardinalskollegium auf. In seinem Amt als Präfekt der Kongregation für die orientalischen Kirchen besuchte Kardinal Sandri mehrere Feierlichkeiten im Nahen Osten, unter anderem die Amtseinführung des maronitischen Patriarchen Béchara Pierre Raï am 25. März 2011. 2012 wurde er Mitglied der Kongregation für das katholische Bildungswesen. Nach dem Rücktritt Benedikts XVI. nahm Kardinal Sandri am Konklave 2013 teil, in dem sein Landsmann Jorge Mario Bergoglio zu Papst Franziskus gewählt wurde.
Am 19. Mai 2018 wurde er unter Beibehaltung seiner Titeldiakonie als Titelkirche pro hac vice zum Kardinalpriester ernannt. Papst Franziskus erhob ihn nur gut einen Monat später mit Wirkung vom 28. Juni 2018 unter Beibehaltung seiner Titeldiakonie zum Kardinalbischof. Er gehört der damals vom Papst neu geschaffenen Gruppe jener Kardinalbischöfe an, „welche den Kardinalbischöfen mit suburbikarischem Titel gleichgestellt sind“.
Im Januar 2020 wurde er zum Subdekan des Kardinalskollegiums gewählt und von Papst Franziskus bestätigt. Da der ebenfalls im Januar 2020 gewählte Dekan Giovanni Battista Re die Altersgrenze von 80 Jahren bereits überschritten hat und somit nicht mehr zur Papstwahl berechtigt ist, wäre Sandri als ranghöchstem wahlberechtigten Kardinal bis zu seinem 80. Geburtstag am 18. November 2023 im Fall einer Sedisvakanz die Aufgabe zugekommen, ein Konklave zu leiten.
Am 21. November 2022 ernannte Papst Franziskus Claudio Gugerotti zu seinem Nachfolger als Präfekt des Dikasteriums für die orientalischen Kirchen.
Am 14. Januar 2025 bestätigte Papst Franziskus Kardinal Sandri für eine weitere fünfjährige Amtszeit als Kardinalsubdekan.

## Mitgliedschaften
Sandri war Mitglied folgender Institutionen der römischen Kurie:
- Kongregation für die Bischöfe (ab 2010;[11] bestätigt 2013, bis 2023)
- Kongregation für die Evangelisierung der Völker (2008–2023)
- Päpstlicher Rat zur Förderung der Einheit der Christen (2007–2023)
- Päpstlicher Rat für den Interreligiösen Dialog (2007–2023)
- Päpstliche Kommission für Lateinamerika (2008–2023)
- Apostolische Signatur (2011–2023)[12]
- Dikasterium für die Kommunikation (2016–2023)[13]

Sandri war Konventualkaplan a. h. des Souveränen Malteserordens und wurde 2010 zum Ehren- und Devotions-Großkreuz-Bailli erhoben.

## Ehrungen
- 1993: Großkreuz des Ordens Bernardo O’Higgins
- 2001: Großkreuz des Ordens de Isabel la Católica
- 2001: Zedernorden
- 2002: Großkreuz des Ritterordens der hl. Mauritius und Lazarus
- 2002: Großkreuz des Ordens vom Quetzal
- 2002: Kaplan des Malteserordens
- 2003: Kommandeur der Ehrenlegion
- 2003: Großkreuz des Ordens vom Kreuz des Südens
- 2004: Großoffizier des Sterns von Rumänien
- 2005: Komtur mit Stern des Verdienstordens der Republik Ungarn
- 2005: Großkreuz des Verdienstordens der Italienischen Republik
- 2006: Großkreuz des Ordens der Eichenkrone
- 2006: Großkreuz pro piis meritis des Verdienstordens Pro Merito Melitensi des Souveränen Malteserordens[14]
- 2007: Großkreuz des Ritterordens vom Heiligen Grab zu Jerusalem
- 2009: Komtur des Verdienstordens der Republik Polen
- 2009: Großes Verdienstkreuz des Verdienstordens der Bundesrepublik Deutschland[15][16] mit Stern und Schulterband
- 2012: Großkreuz des Sterns von Rumänien